# Tempête tropicale Otto (2004)
Pour les articles homonymes, voir Cyclone tropical Otto.
Otto est une tempête tropicale, 16e et dernier phénomène cyclonique de la saison 2004, formé juste le dernier jour de la saison officielle, ce qui est historiquement très tard. C'est la première utilisation du nom de Otto pour un phénomène cyclonique et la 4e fois qu'un nom commençant par O est utilisé (après Opal, Olga et Odette).

## Chronologie
Après 7 semaines d'inactivité, la tempête tropicale Otto s'est organisée le 30 novembre au-dessus des eaux de l'Océan Atlantique, loin de toute terre habitée, à 1300 km à l'est des Bermudes. Ce phénomène s'est développé à partir d'un système de basse pression présent entre les Bermudes et les Açores depuis le 21 novembre. Sa trajectoire a été très chaotique avant qu'il ne perde complètement de son intensité, dans les premiers jours de décembre.

## Bilan
Éloigné de toute terre, Otto n'a engendré aucun dégât.